# Fulga de Jos
Fulga de Jos – wieś w Rumunii, w okręgu Prahova, w gminie Fulga. W 2011 roku liczyła 1607 mieszkańców.